# Opel Kadett/Astra

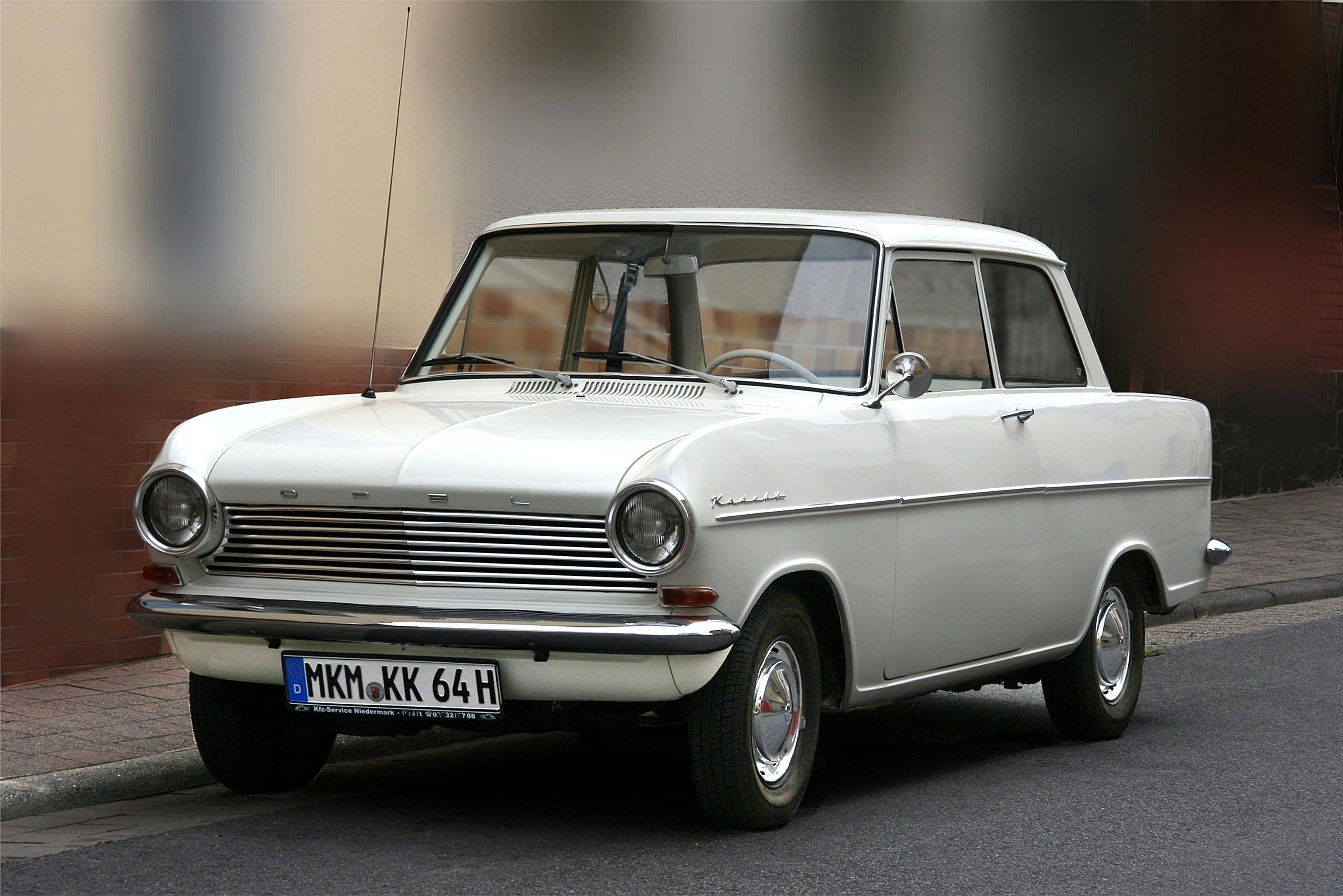
Kadett A

Der zur Kompaktklasse zählende Kadett und sein Nachfolgemodell Astra (lat. Sterne) sind die meistgebauten Modelle von Opel.
Der erste Opel Kadett wurde von Ende 1936 bis Mitte 1940 gebaut. Nach einer längeren Pause wurde die Modellbezeichnung mit Erscheinen des Kadett A im Frühsommer 1962 wieder in das Programm aufgenommen. Der Name Astra wurde im Sommer 1991 mit dem Modellwechsel vom Kadett E zum Astra F von der britischen GM-Tochtergesellschaft Vauxhall übernommen. Den Namen Astra hatte Vauxhall für die dort produzierten rechtsgelenkten Kadett D eingeführt. 
Aktuelles Modell ist der Opel Astra L. Er wird seit Januar 2022 im Opel-Werk Rüsselsheim produziert.

## Baureihenüberblick
Vom Kadett A bis zum Kadett C hatten die Fahrzeuge einen vorn in Längsrichtung eingebauten Motor, der die Hinterachse antrieb.
Ab dem Kadett D haben alle Baureihen von Kadett bzw. Astra einen vorn quer eingebauten Motor, der die Vorderräder antreibt.

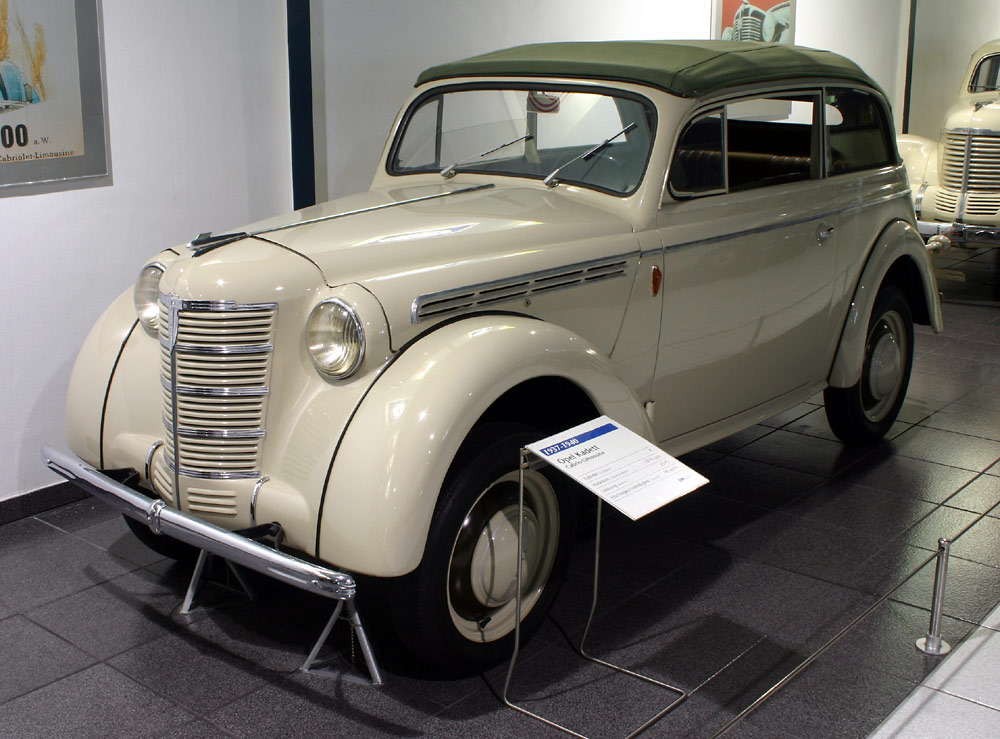
Opel Kadett von 1936 bis 1940
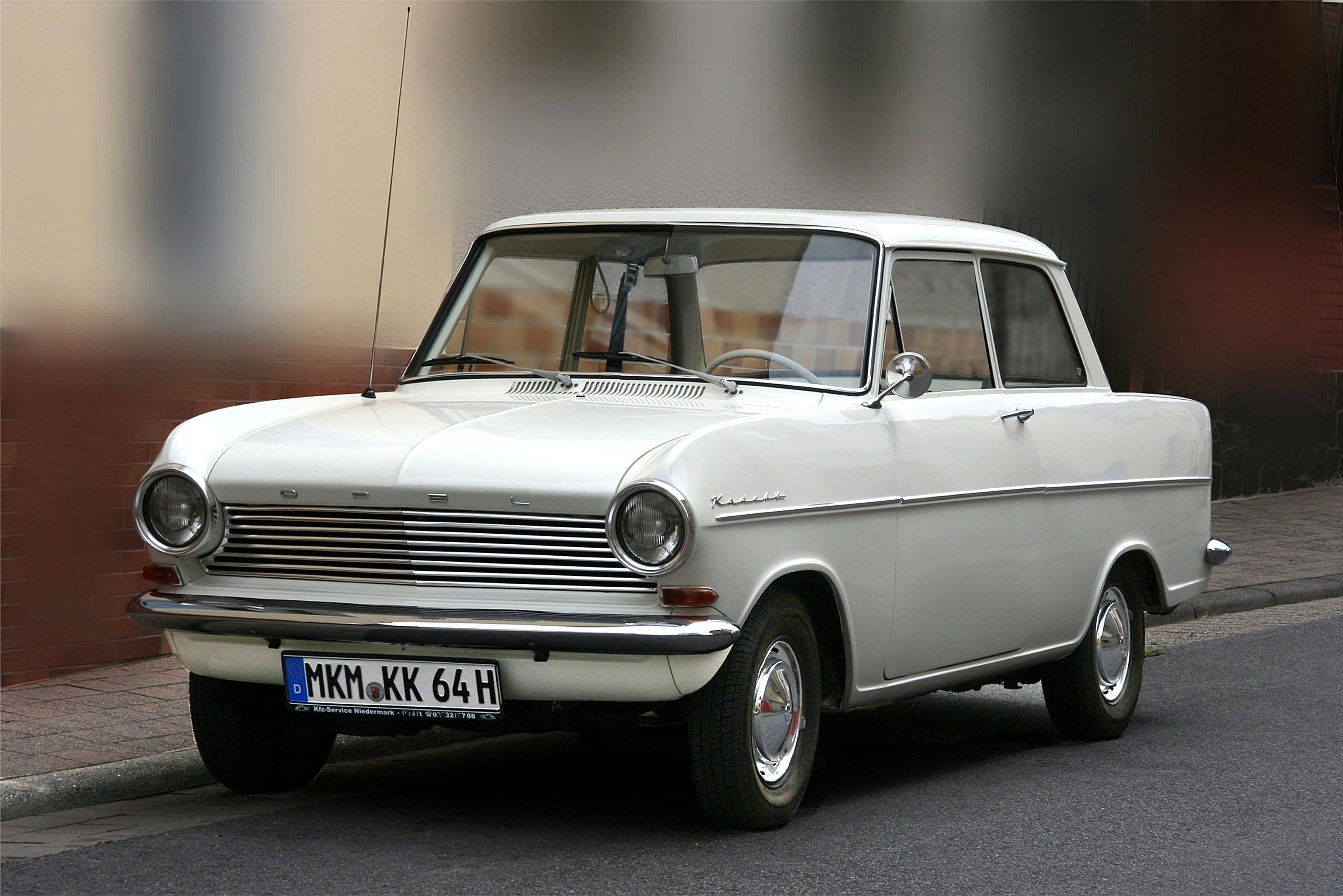
Opel Kadett A von 1962 bis 1965
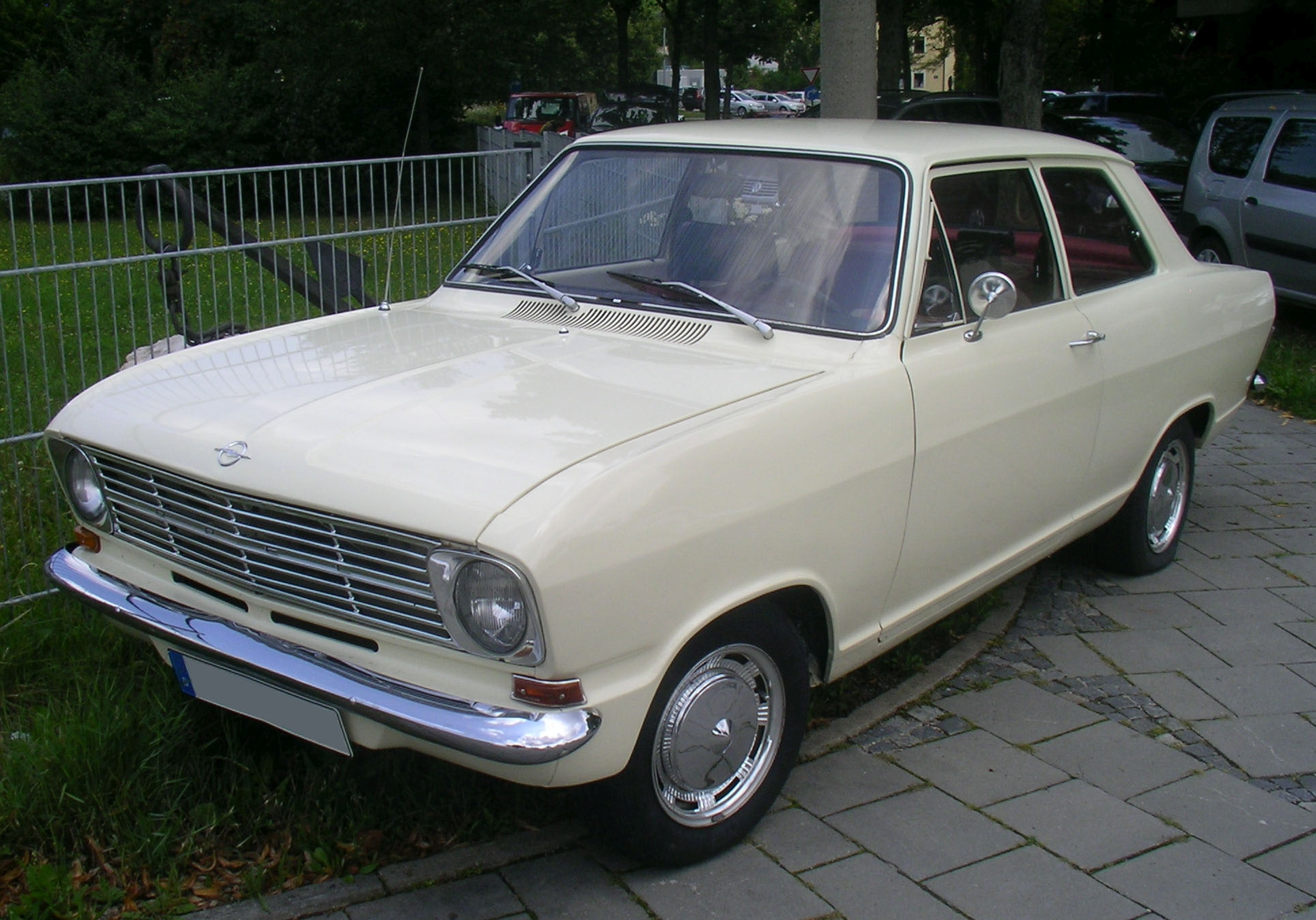
Opel Kadett B von 1965 bis 1973
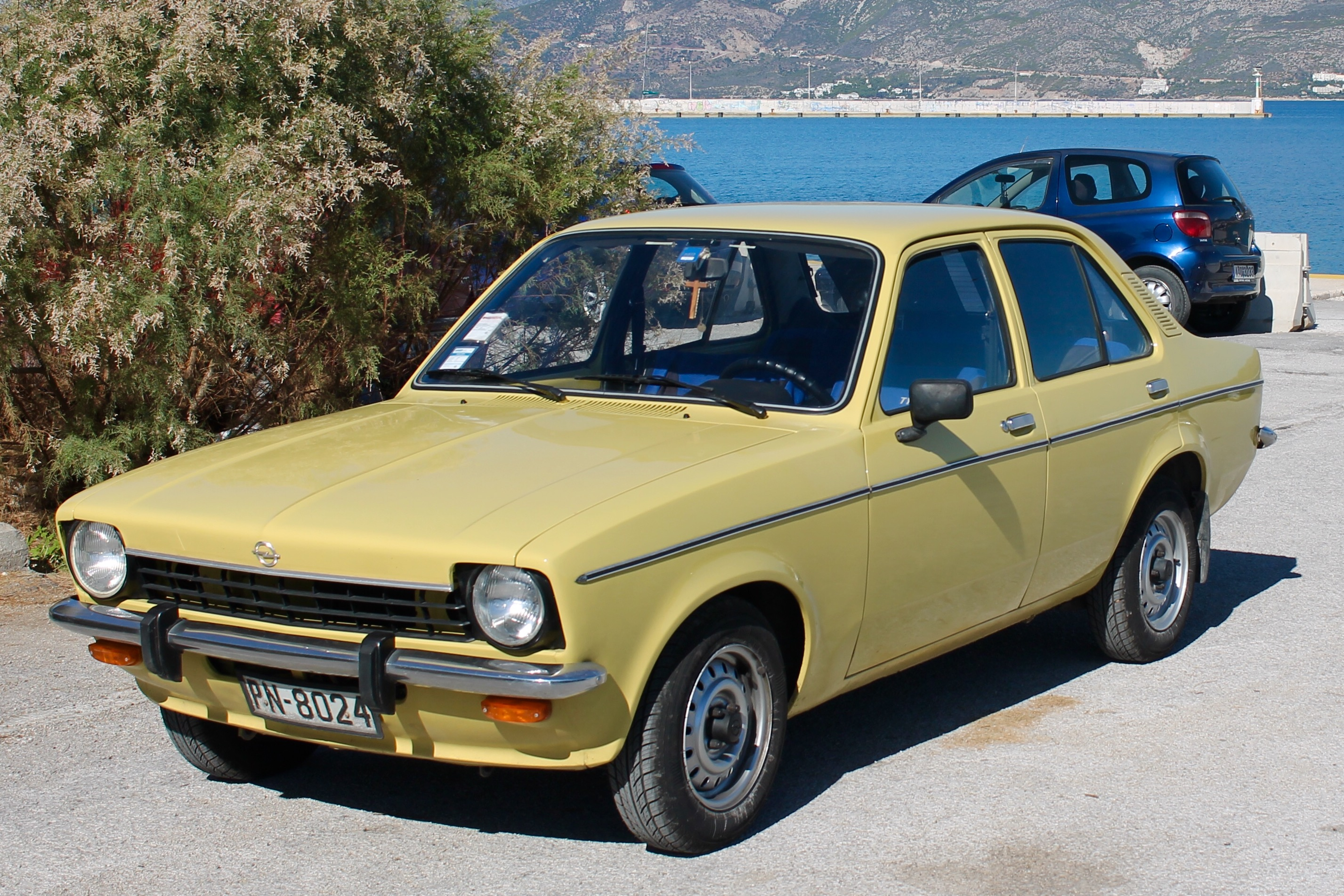
Opel Kadett C von 1973 bis 1979
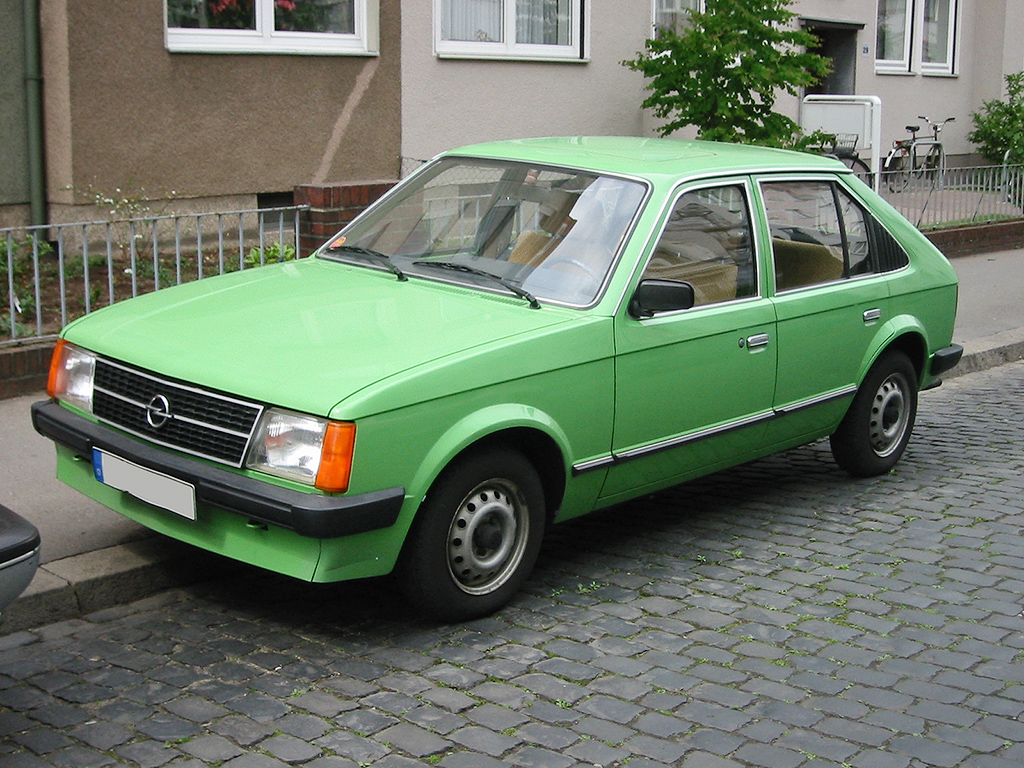
Opel Kadett D von 1979 bis 1984
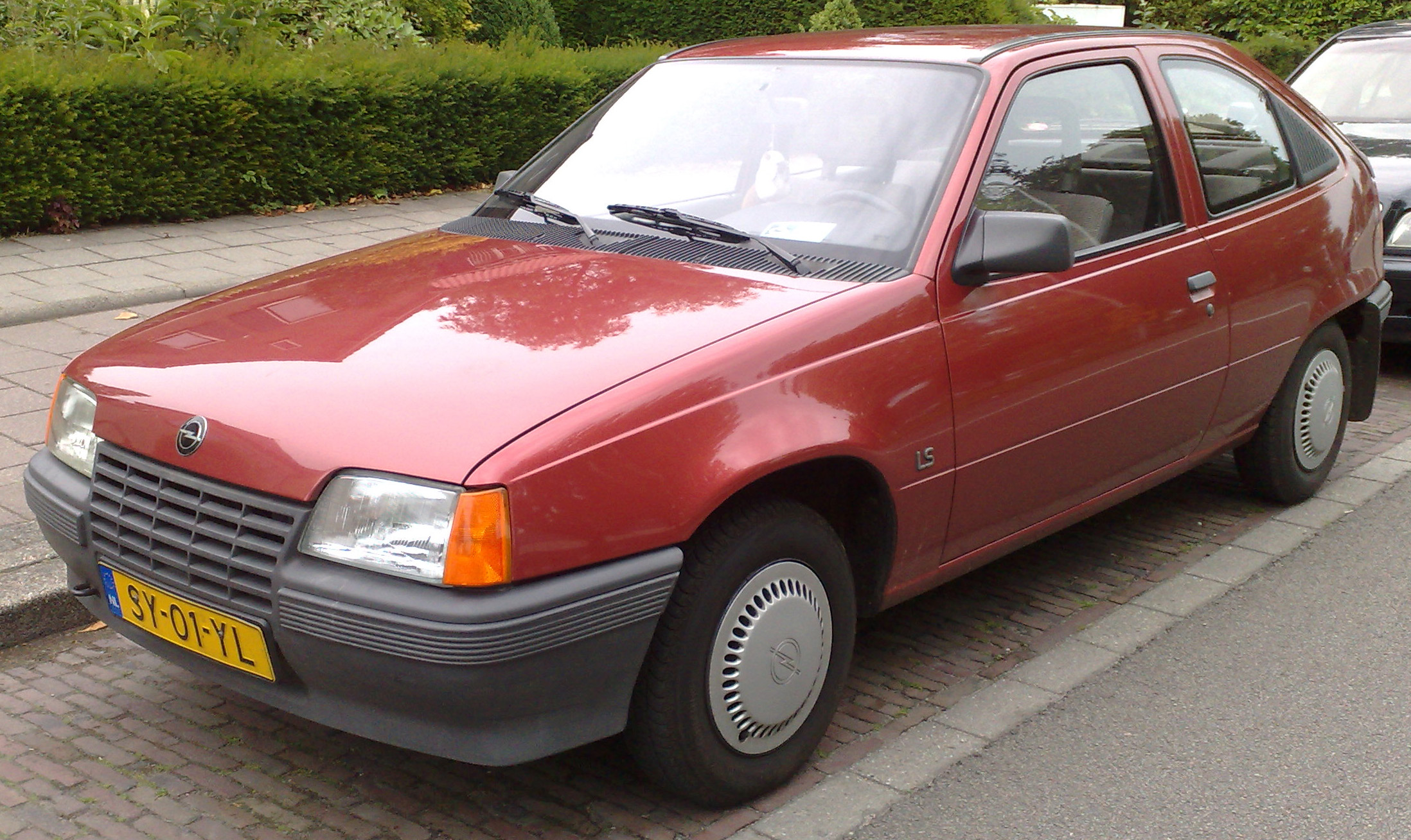
Opel Kadett E von 1984 bis 1991 (Cabrio bis 1993)
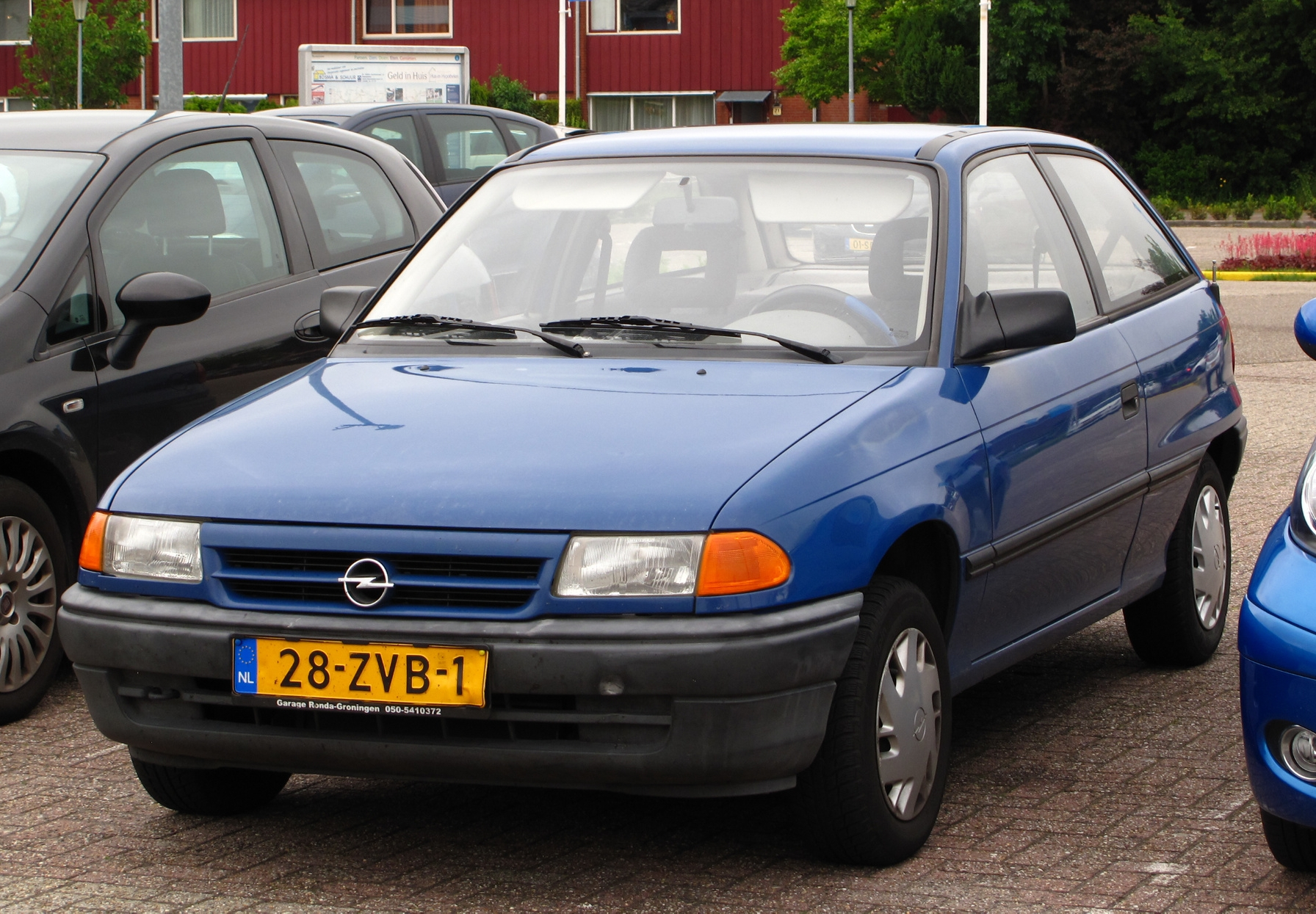
Opel Astra F von 1991 bis 1998 (Cabrio bis 2000)
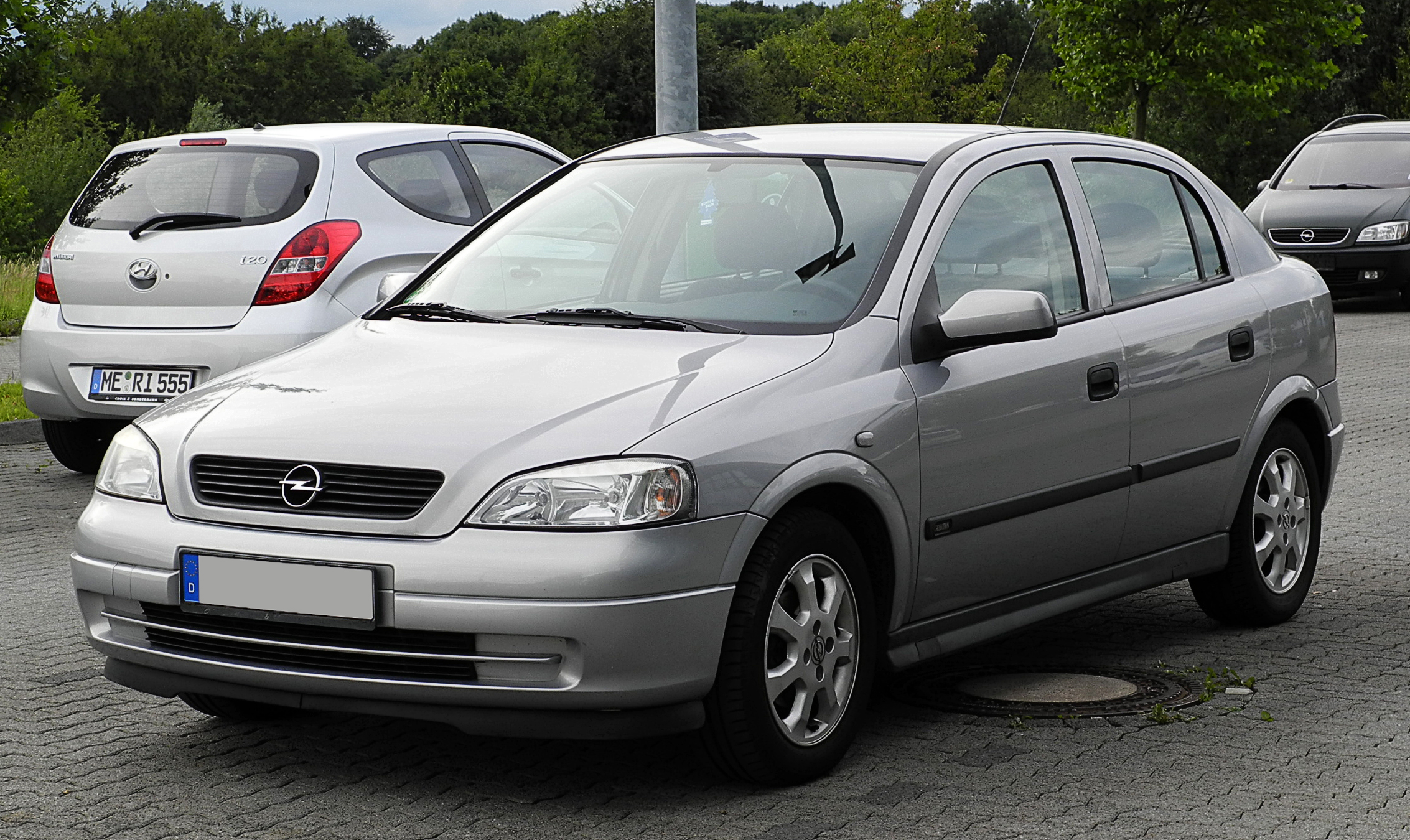
Opel Astra G von 1998 bis 2004
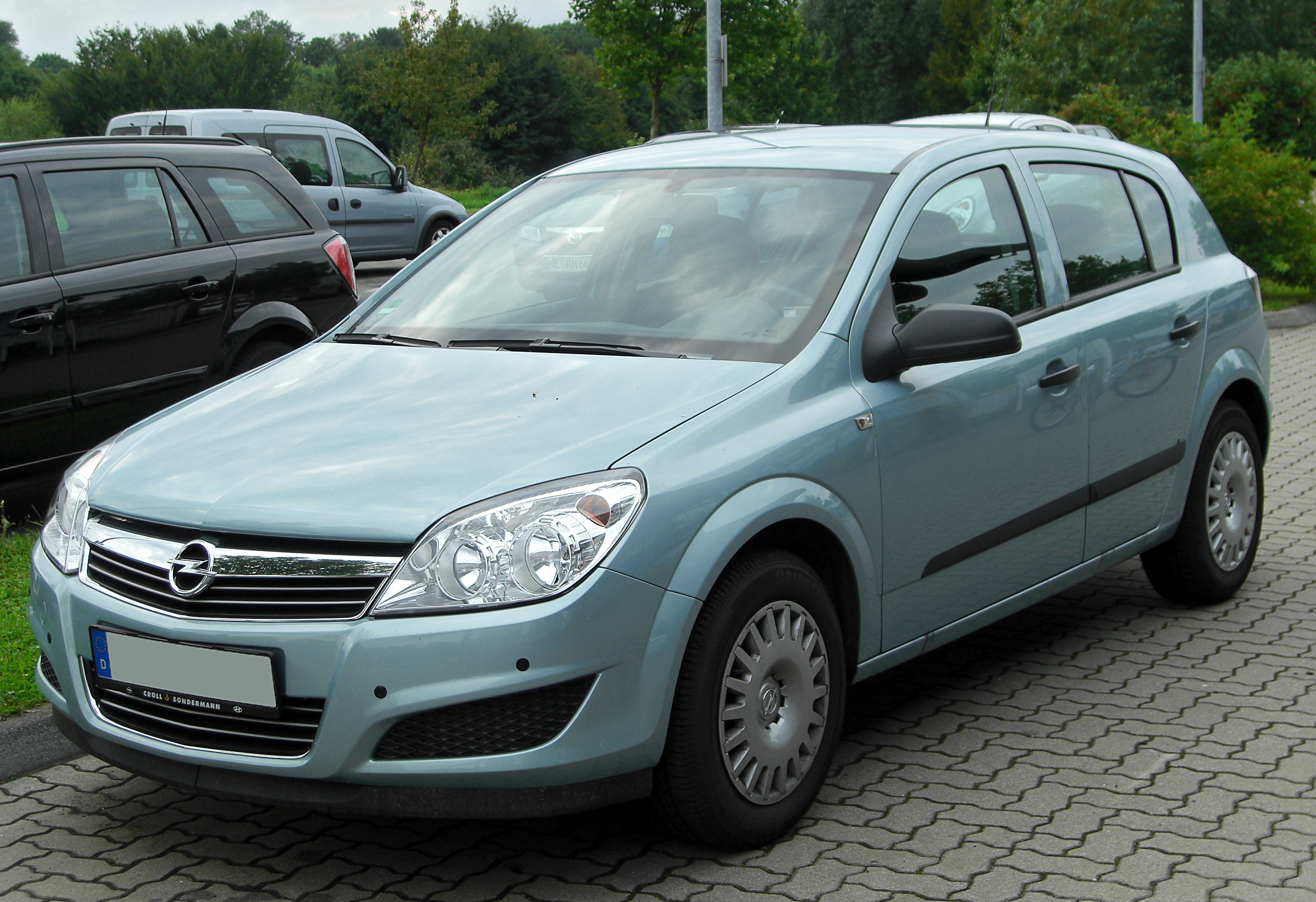
Opel Astra H von 2004 bis 2009
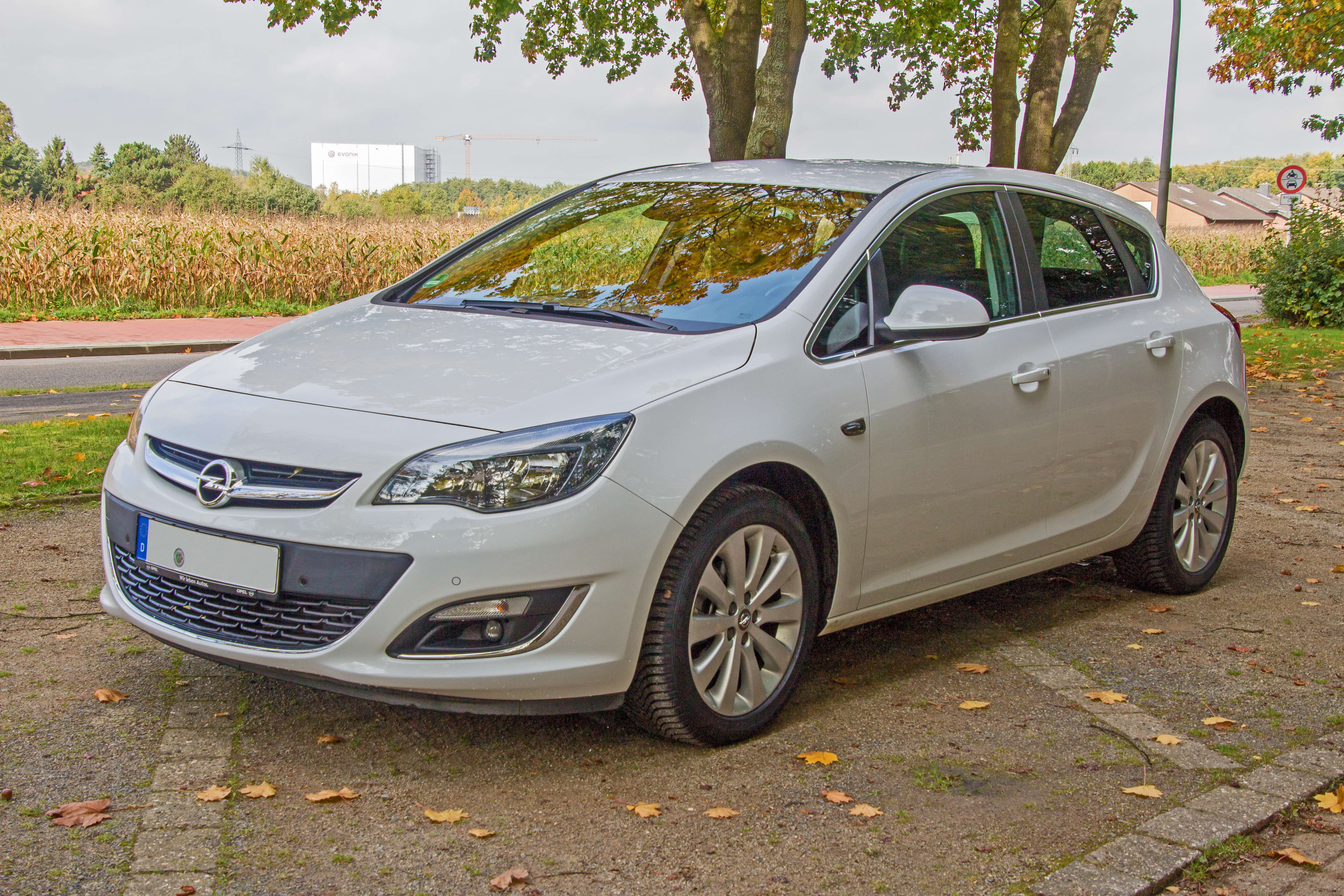
Opel Astra J von 2009 bis 2015
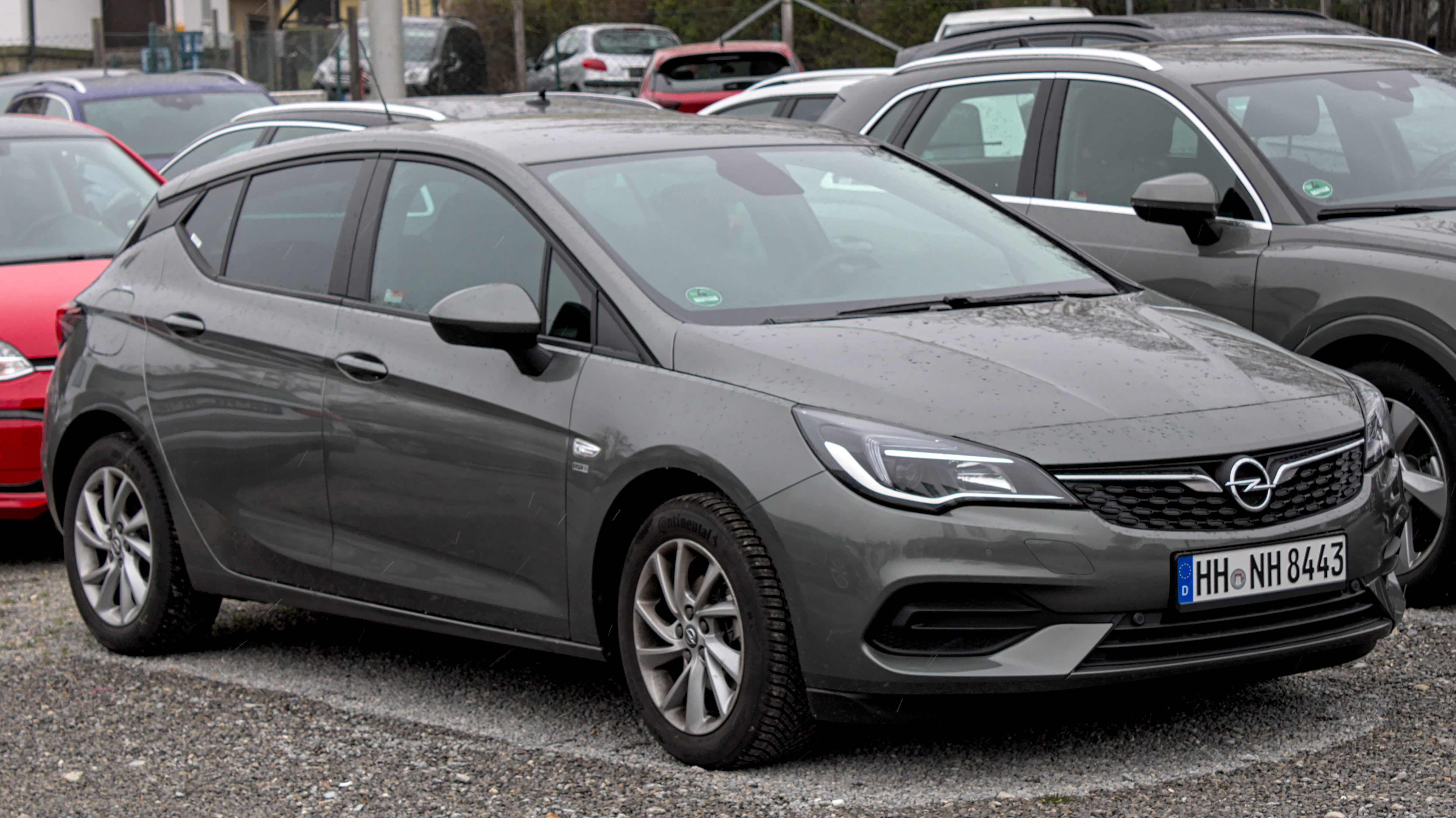
Opel Astra K von 2015 bis 2022
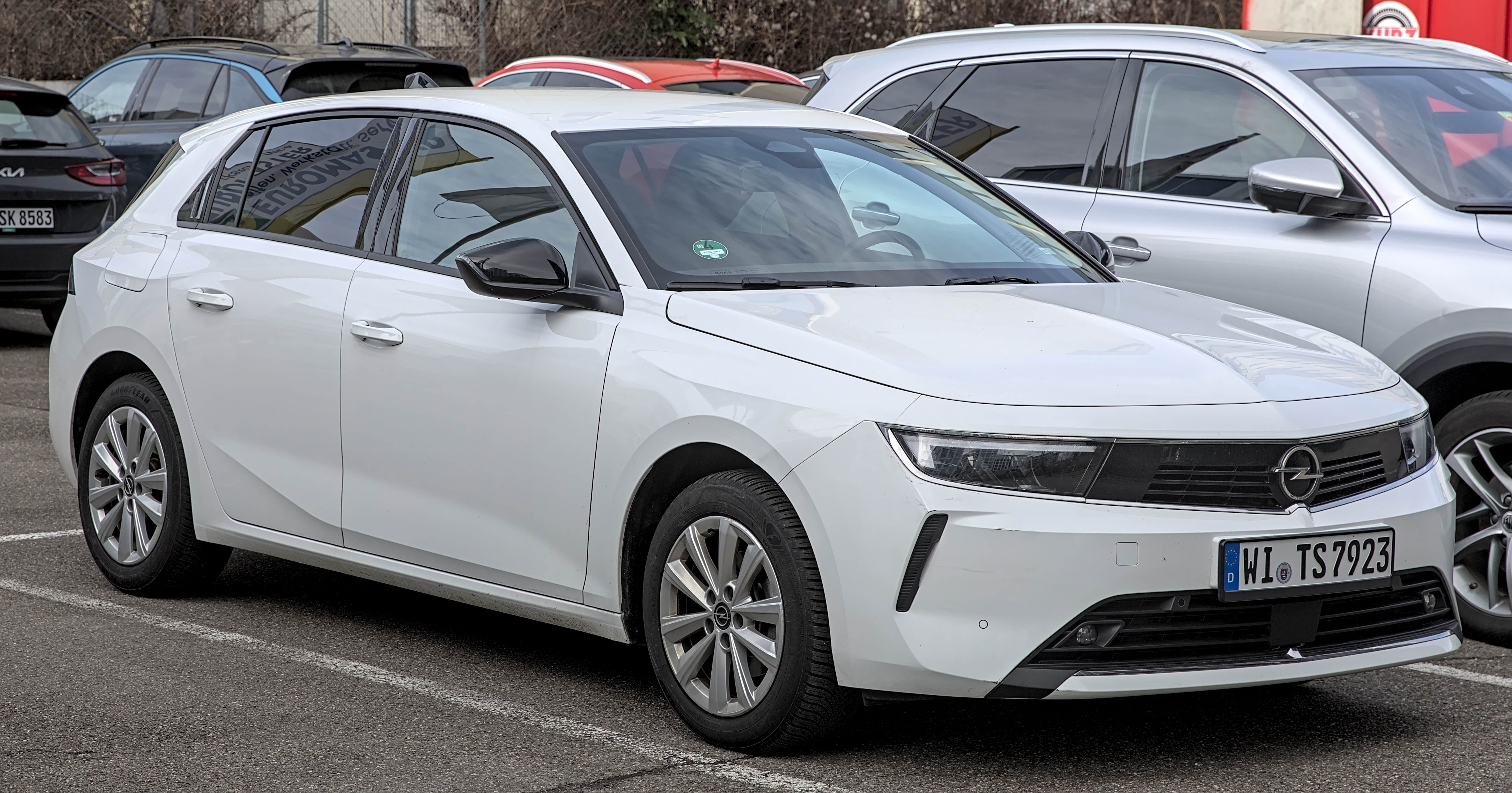
Opel Astra L seit 2022

(Jahreszahlen gelten für Deutschland)

## Produktionsstandorte
Erster Produktionsstandort eines Opel Kadett war ab 1936 das Stammwerk in Rüsselsheim. Bis zum Ende der zivilen Pkw-Produktion bei Opel wurden dort bis 1940 über 107.000 Fahrzeuge hergestellt. Die Produktionsanlagen dieses Vorkriegsmodells wurden auf Beschluss der Siegermächte zusammen mit dem Opelwerk Brandenburg der UdSSR zugesprochen, 1946 demontiert und in der Sowjetunion wieder aufgebaut. Ab 1948 wurde in Moskau dann der Vorkriegs-Kadett als „Moskwitsch-400“ für den Binnenmarkt der UdSSR bis 1959 hergestellt.
Für den neu entwickelten Kadett A wurde ab 1960 das Opel-Werk Bochum errichtet, in dem ab dem 10. Oktober 1962 zunächst ausschließlich dieses Auto produziert wurde. Die Nachkriegsmodelle des Kadett sind alphabetisch mit Buchstaben von A bis E gekennzeichnet, wobei die Produktion des Astra als Nachfolger in Bochum daher ab Sommer 1991 mit dem Modell Astra F begann.
Mit Einführung des Astra J im Herbst 2009 wurde die Kombivariante Caravan auch in den anderen Klassen des Herstellers in Sports Tourer umbenannt. Die Modelle des Astra J werden in Gliwice, Rüsselsheim am Main sowie in Ellesmere Port gebaut. Im Mai 2012 gab GM bekannt, die Produktion nach England zu verlagern, da sich 94 Prozent der dortigen Arbeiter zu Lohnverzicht bereit erklärten. Die Vorgänger Kombivariante Caravan sowie der fünftürige Astra H wurden zusammen mit dem Van-Ableger Opel Zafira B und dessen Nachfolgermodell Zafira Tourer C in Bochum produziert.
Mit Einführung des Astra L Anfang 2022 wechselte die Produktion wieder an ihren Ursprung nach Rüsselsheim.
Produktionsübersicht des Kadett/Astra
- 1936 bis 1940, 2009 bis 2012, seit 2022: Rüsselsheim
- 1962 bis 2014: Bochum
- 1991 bis 1995, 1998 bis 2000, 2001 bis 2003: Eisenach
- 1998 bis 2021: Gliwice
- 2012 bis 2021: Ellesmere Port

## Zulassungszahlen
In der deutschen Zulassungsstatistik waren sowohl der Kadett als auch der Astra lange die „ewigen Zweiten“ hinter dem VW Käfer und später dem VW Golf, wobei erst ab 1983 der zweite Platz zementiert wurde und bis zum Jahr 2000 gehalten werden konnte.
Seit Beginn des neuen Jahrtausends verliert der Astra in Deutschland allerdings zunehmend an Boden. So verlor er seinen zweiten Platz im Jahr 2001 und fiel bis 2003 gar auf Platz 8 der Zulassungsstatistik zurück. Die Hauptgründe hierfür dürften vor allem in den Qualitätsproblemen von Opel in den 1990er-Jahren liegen, wegen derer viele Kunden Opel den Rücken kehrten (siehe auch: Lopez-Effekt). Auch die wachsende Konkurrenz dürfte eine Rolle gespielt haben.
Mit der Einführung des Astra H im Frühjahr 2004 konnte in Deutschland der zweite Platz zurückerobert werden – allerdings nur vorübergehend. Inzwischen kämpft der Astra mit einer Reihe von Konkurrenzmodellen um die vorderen Plätze der deutschen Zulassungsstatistik, wobei Platz eins außer Sichtweite geraten ist.
Wie auf dem deutschen Markt konnte der Opel Astra H im Jahr 2006 den VW Golf auch auf dem europäischen Automobilmarkt nicht von der Spitze der Zulassungszahlen verdrängen und lag 2006 in Europa nur auf Platz 7. 2008 lief der zehnmillionste Opel Astra vom Band.

### Neuzulassungen in Deutschland (Astra)
| Jahr                   | 2001    | 2002    | 2003   | 2004    | 2005    | 2006    | 2007   | 2008   | 2009    | 2010   | 2011   | 2012   |
| ---------------------- | ------- | ------- | ------ | ------- | ------- | ------- | ------ | ------ | ------- | ------ | ------ | ------ |
| Anzahl                 | 144.183 | 112.494 | 89.567 | 110.218 | 122.841 | 108.313 | 83.048 | 76.069 | 104.750 | 72.685 | 86.579 | 66.981 |
| Anzahl ohne Cabriolets | 138.123 | 103.993 | 83.781 | 106.839 | 120.421 | 101.275 |        |        |         |        |        |        |
| Anzahl Cabriolets      | 6.060   | 8.501   | 5.786  | 3.379   | 2.420   | 7.038   |        |        |         |        |        |        |

## Bestand in Deutschland

### Kadett
Angemeldete Fahrzeuge und vorübergehende Stilllegungen/Außerbetriebsetzungen (Erstzulassung ab 1990)
| Stichtag       | Anzahl  | Veränderung zum Vorjahr | Anzahl ohne Cabriolets | Veränderung zum Vorjahr | Anzahl Cabriolets | Veränderung zum Vorjahr |
| -------------- | ------- | ----------------------- | ---------------------- | ----------------------- | ----------------- | ----------------------- |
| 1. Januar 2003 | 367.231 |                         | 356.199                |                         | 11.032            |                         |
| 1. Januar 2004 | 310.902 | - 15,3 %                | 300.571                | - 15,6 %                | 10.331            | - 6,4 %                 |
| 1. Januar 2005 | 256.385 | - 17,5 %                | 246.903                | - 17,9 %                | 9.482             | - 8,2 %                 |
| 1. Januar 2006 | 196.137 | - 23,5 %                | 187.656                | - 24,0 %                | 8.481             | - 10,6 %                |
| 1. Januar 2007 | 150.885 | - 23,1 %                |                        |                         |                   |                         |

Angemeldete Fahrzeuge ohne vorübergehende Stilllegungen/Außerbetriebsetzungen (Erstzulassung ab 1990)
| Stichtag       | Anzahl | Veränderung zum Vorjahr |
| -------------- | ------ | ----------------------- |
| 1. Januar 2007 | 91.773 |                         |
| 1. Januar 2008 | 68.018 | - 25,9 %                |
| 1. Januar 2009 | 49.609 | - 27,1 %                |
| 1. Januar 2010 | 33.341 | - 32,8 %                |
| 1. Januar 2011 | 24.286 | - 27,2 %                |
| 1. Januar 2012 | 18.331 | - 24,5 %                |
| 1. Januar 2013 | 13.902 | - 24,2 %                |

### Astra
Angemeldete Fahrzeuge und vorübergehende Stilllegungen/Außerbetriebsetzungen (Erstzulassung ab 1990)
| Stichtag       | Anzahl    | Veränderung zum Vorjahr | Anzahl ohne Cabriolets | Veränderung zum Vorjahr | Anzahl Cabriolets | Veränderung zum Vorjahr |
| -------------- | --------- | ----------------------- | ---------------------- | ----------------------- | ----------------- | ----------------------- |
| 1. Januar 2003 | 2.146.295 |                         | 2.097.364              |                         | 48.931            |                         |
| 1. Januar 2004 | 2.173.538 | + 1,3 %                 | 2.119.224              | + 1,0 %                 | 54.314            | + 11,0 %                |
| 1. Januar 2005 | 2.199.590 | + 1,2 %                 | 2.142.419              | + 1,1 %                 | 57.171            | + 5,3 %                 |
| 1. Januar 2006 | 2.225.950 | + 1,2 %                 | 2.167.205              | + 1,2 %                 | 58.745            | + 2,8 %                 |
| 1. Januar 2007 | 2.225.987 | + 0,0 %                 |                        |                         |                   |                         |

Angemeldete Fahrzeuge ohne vorübergehende Stilllegungen/Außerbetriebsetzungen (Erstzulassung ab 1990)
| Stichtag       | Anzahl    | Veränderung zum Vorjahr |
| -------------- | --------- | ----------------------- |
| 1. Januar 2007 | 2.018.629 |                         |
| 1. Januar 2008 | 1.975.810 | - 2,1 %                 |
| 1. Januar 2009 | 1.908.566 | - 3,4 %                 |
| 1. Januar 2010 | 1.809.168 | - 5,2 %                 |
| 1. Januar 2011 | 1.768.512 | - 2,2 %                 |
| 1. Januar 2012 | 1.729.252 | - 2,2 %                 |
| 1. Januar 2013 | 1.652.605 | - 4,4 %                 |

## Baugleiche Fahrzeuge in aller Welt
In Großbritannien wird die Baureihe seit 1980 als Vauxhall Astra vertrieben. General Motors bot in Argentinien, Brasilien und Uruguay einen überarbeiteten Astra G, in Chile und Mexiko den Astra H als Chevrolet Astra an. In Argentinien und Brasilien wurde der fünftürige Astra H als Chevrolet Vectra GT verkauft. In Australien und Neuseeland wurde der Astra H als Holden Astra vertrieben. Zwischen Herbst 2007 und Sommer 2009 wurde in den USA und in Kanada der Saturn Astra verkauft, ein leicht überarbeiteter Astra H. Der Kadett E wurde von GM Daewoo als Daewoo Racer hauptsächlich für den osteuropäischen bzw. als Pontiac LeMans für den nordamerikanischen Markt in Lizenz gefertigt. Nach seiner Bauzeit bei Opel wurde er als Daewoo Nexia optisch verändert auch für den westeuropäischen Markt weitergebaut.